# ¿A dónde vamos ahora?
¿A dónde vamos ahora? (en árabe: وهلّأ لوين؟‎ W halla' la wayn, en francés Et maintenant on va où?) es una película dramática de 2011 dirigida por la libanesa Nadine Labaki. Esta producción realizada entre Líbano, Egipto, Francia e Italia fue estrenada en el Festival Internacional de Cine de Cannes en 2011. Fue seleccionada para representar a Líbano en la categoría de mejor película de habla no inglesa en la edición número 84 de los Premios de la Academia, pero finalmente no fue nominada. La cinta ganó el premio del público en la edición de 2011 del Festival Internacional de Cine de Toronto.

## Sinopsis
¿A dónde vamos ahora? cuenta la historia de un remoto y aislado pueblo libanés sin nombre, habitado por musulmanes y cristianos. El pueblo está rodeado de minas terrestres y solo se puede acceder a él mediante un pequeño puente. A medida que la lucha civil envuelve al país, las mujeres en el pueblo intentan, por diversos medios y con diferentes resultados, mantener a sus hombres en la oscuridad, saboteando la radio del pueblo y luego destruyendo la televisión. La historia comienza con un niño llamado Roukoz, cuyo trabajo, junto con su primo, Nassim, es aventurarse fuera de la aldea y traer productos necesarios como jabón, utensilios, periódicos y bombillas.
Por desgracia, en el estallido de un ataque de violencia sectaria, Nassim es asesinado en una escaramuza entre cristianos y musulmanes mientras hace un recado en un pueblo cercano. En un intento por controlar la situación, drogan a los hombres mezclando hachís en dulces y sacan sus armas de la aldea. Cuando los hombres se despiertan, encuentran a todas las mujeres cristianas vestidas con atuendos musulmanes, y viceversa, esencialmente desafiando a sus esposos e hijos a que las golpeen primero si quieren violencia sectaria. El funeral de Nassim se desarrolla pacíficamente y la película termina con los hombres que buscan a las mujeres para que los orienten.

## Reparto
- Nadie Labakitar es Amale.
- Claude Baz Moussawbaa es Takla.
- Hugotera pura calle
- Antoinette Noufily es Saydeh.
- Yvonne Maalouf es Yvonne.
- Saseen Kawzally es Issam.

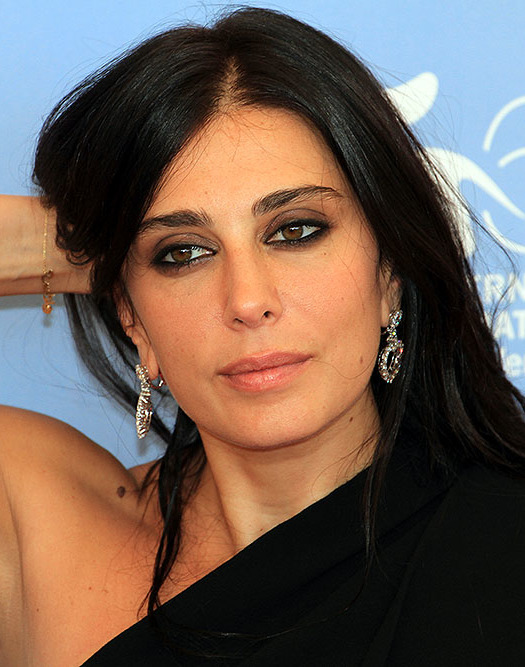
Nadine Labaki interpreta el papel principal de Amale en la película.

- Adel Karam es el conductor del bus.
- Mustapha Sakka es Hammoudi.
- Mustapha El Masri es Hanna.

## Recepción
The New York Times comparó la historia de la película con la comedia de Aristófanes Lisístrata. The Australian, sin embargo, afirmó que la historia contada en la película no llegó tan lejos como Lisístrata.
The Guardian enfatizó en la premisa de que si las mujeres en el Medio Oriente tuvieran poder, el conflicto no existiría. The Globe and Mail desestimó su incapacidad para ofrecer soluciones reales a la lucha sectaria. La publicación jesuita America afirmó que la directora se basó en su educación maronita para ir más allá del feminismo y hacer alusiones a la Santísima Virgen María como una fuerte influencia para las mujeres en la película.
The Detroit News se refirió a la cinta como "desorientadora e inconexa". De forma similar, The San Francisco Gate expresó que la película fue "malograda por su mezcla desordenada de comedia y melodrama".